# Francisco Isidoro Gutiérrez Vigil

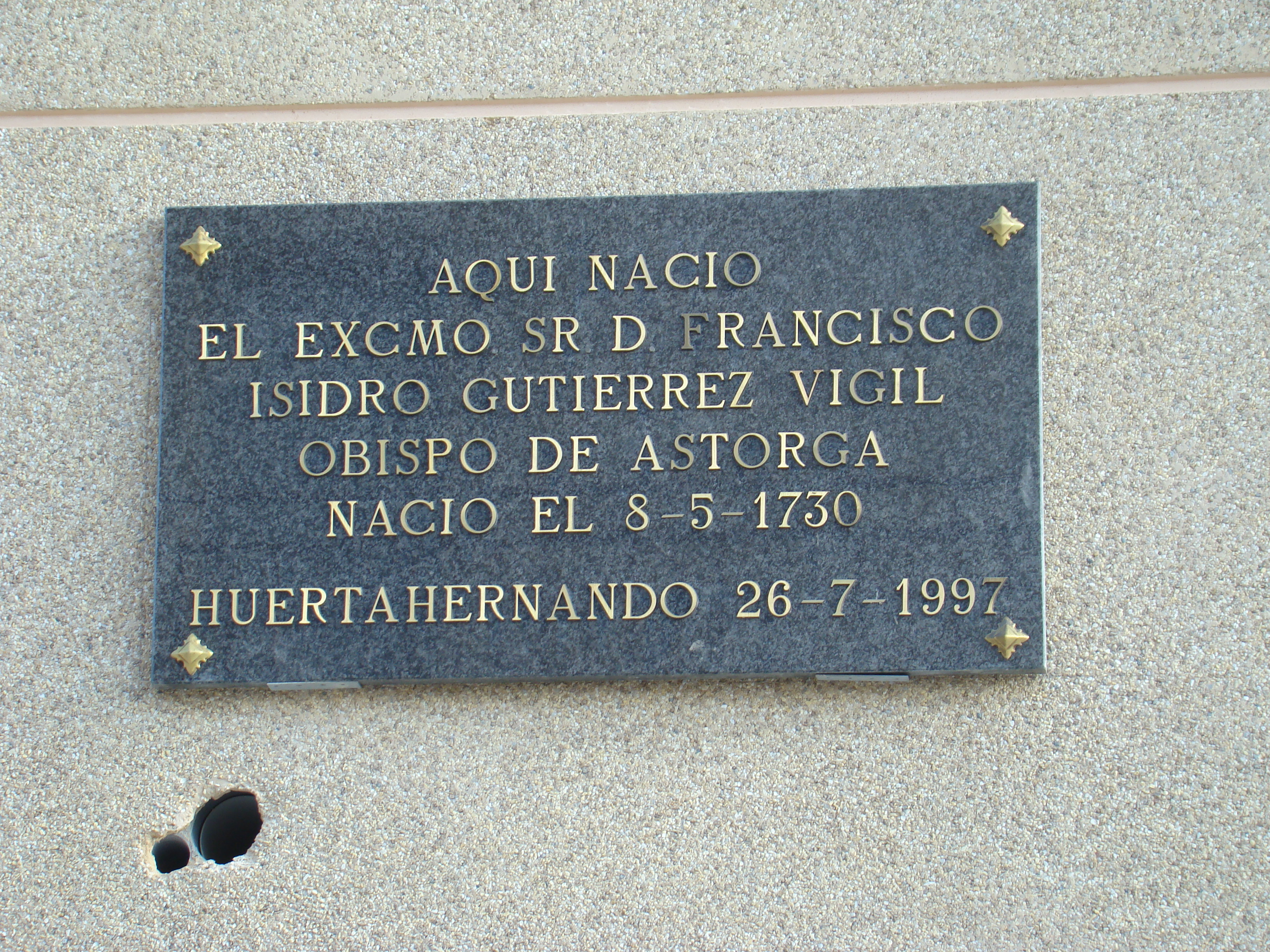
Placa conmemorativa del obispo de Astorga nacido en Huertahernando. El nombre de la placa está confundido: no es Isidro, sino Isidoro.

Francisco Isidoro Gutiérrez Vigil (Huertahernando, Guadalajara, 8 de mayo de 1730 – Santa Marta de Tera, Zamora, 13 de octubre de 1805), obispo español.
Perteneciente a una ilustre familia, inició sus estudios primarios en el convento mercedario de Calatayud. Posteriormente acudió a algunos cursos del Colegio Mayor de San Ildefonso, aunque ciertamente su vida universitaria y académica se desarrolló en la seguntina, de cuyo colegio de San Antonio sería muy pronto rector, tras obtener la dispensa de edad correspondiente. Allí se doctoró en Teología, poniendo de manifiesto sus buenas capacidades oratorias, y alcanzó, con solo veintitrés años, la dignidad de magistral del Cabildo catedralicio seguntino. 
En 1761 obtuvo el episcopado de la catedral cordobesa, desde donde desplegó una gran tarea administrativa. A principios de 1790 fue presentado para el obispado de Astorga por Carlos IV, dignidad a la que accedió definitivamente al año siguiente.
La crítica histórica ha considerado a este obispo de tendencia jansenizante, aunque su labor pastoral no parecería reflejar dicha adscripción religiosa. En efecto, su atención y fomento de las cofradías, peregrinaciones y otros actos de igual índole de la religiosidad popular —que el clero de dicho movimiento siempre vio con desconfianza— revelan un obispo de mentalidad tradicional. 
Además, concluyó las obras del Seminario Diocesano y lo inauguró. Falleció en la localidad zamorana de Santa Marta de Tera en octubre de 1805.